# Eileen Betsy Tranmer
Eileen Betsy Tranmer (* 5. Mai 1910 in Scarborough; † 26. September 1983 in Ticehurst) war eine britische Musikerin und Schachspielerin. Sie gewann 1947, 1949, 1953 und 1961 die britische Schachmeisterschaft der Frauen. Seit 1950 trug sie als erste britische Spielerin den Titel einer Internationalen Meisterin.

## Leben
Tranmer war Berufsmusikerin und spielte in den 1930er bis 1950er Jahren Klarinette in verschiedenen Orchestern, darunter das Scottish Orchestra, das Orchester der Edinburgh Concert Society, das Sadler’s Wells Opera and Ballet Orchestra, das Bournemouth Municipal Orchestra, die Scarborough Opera Season und die Covent Garden Opera. Berufsbedingt lebte sie zeitweise in Schottland. Sie musste ihre Musikkarriere später wegen fortschreitendem Hörverlust aufgeben.
Das Schachspiel erlernte sie im Alter von sechs Jahren von ihrem Bruder, begann sich aber erst im Alter von 28 Jahren näher mit dem Spiel zu beschäftigen. Mitte der 1940er Jahre war sie eine der besten Schachspielerinnen des Landes und repräsentierte England in einem Radio-Match gegen die führende Schachnation Sowjetunion, verlor jedoch beide Partien gegen Walentina Borissenko. Ihre erste Landesmeisterschaft gewann Tranmer 1947 und wiederholte diesen Erfolg 1949 (mit 11 Punkten aus 11 Partien), 1953 und 1961.
Im Oktober 1949 gewann sie ein internationales Frauenturnier in Barcelona mit 5,5 Punkten aus 7 Partien nach Feinwertung vor der punktgleichen Chantal Chaudé de Silans.
Bei der Schachweltmeisterschaft der Frauen 1949/50 in Moskau kam sie mit 9,5 Punkten aus 15 Partien auf den 6. Platz und konnte sowohl gegen die Turniersiegerin Ljudmila Rudenko als auch die zweitplatzierte Olga Rubzowa ein Remis erreichen. Im Jahr 1950 gehörte sie zu den ersten siebzehn Spielerinnen, denen vom Weltschachverband FIDE der Titel einer Internationalen Meisterin verliehen wurde. Im Kandidatenturnier zur Frauenweltmeisterschaft 1953, das 1952 in Moskau stattfand, kam Tranmer mit 9 Punkten aus 15 Partien auf den 7. Platz. Dabei gelang ihr ein Sieg gegen die Turniersiegerin und spätere Weltmeisterin Jelisaweta Bykowa. Anlässlich eines Vergleichskampfs England gegen die Sowjetunion im Juli 1954 in London revanchierte sich Bykowa mit einem 2:0 gegen Tranmer.
Bei der Schacholympiade der Frauen 1957 spielte Tranmer am zweiten Brett für England und erzielte 7 Punkte aus 14 Partien (+3 =8 −3).
In den 1960er Jahren beendete sie ihre aktive Schachkarriere. In einer Radiosendung der BBC über Schach präsentierte sie unter dem Titel „New discoveries in chess strategy“ auf humorvolle Art einige ihrer Partien.